# 太平区 (台中市)

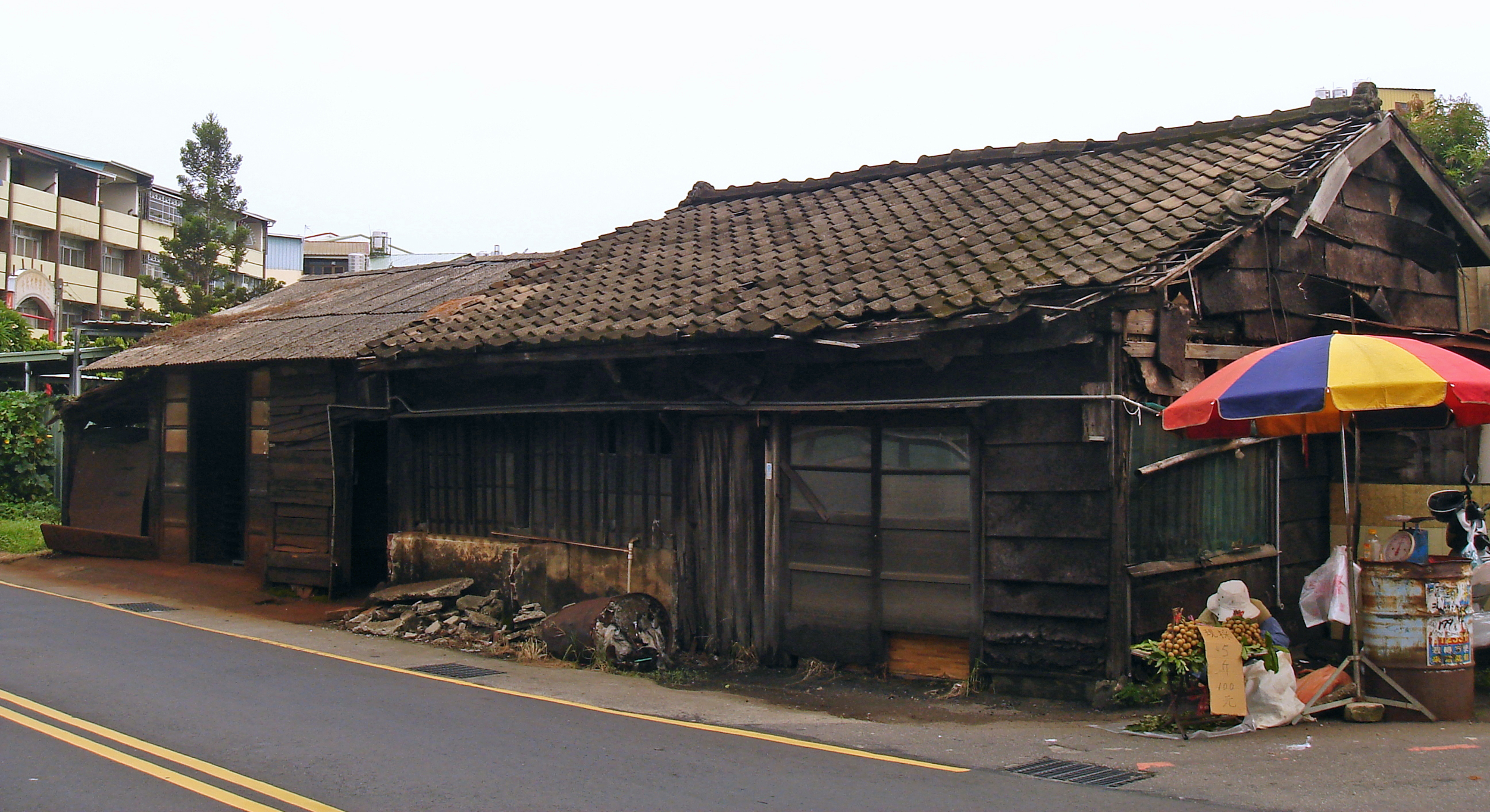
旧台湾糖業鉄道太平駅（2015年解体）

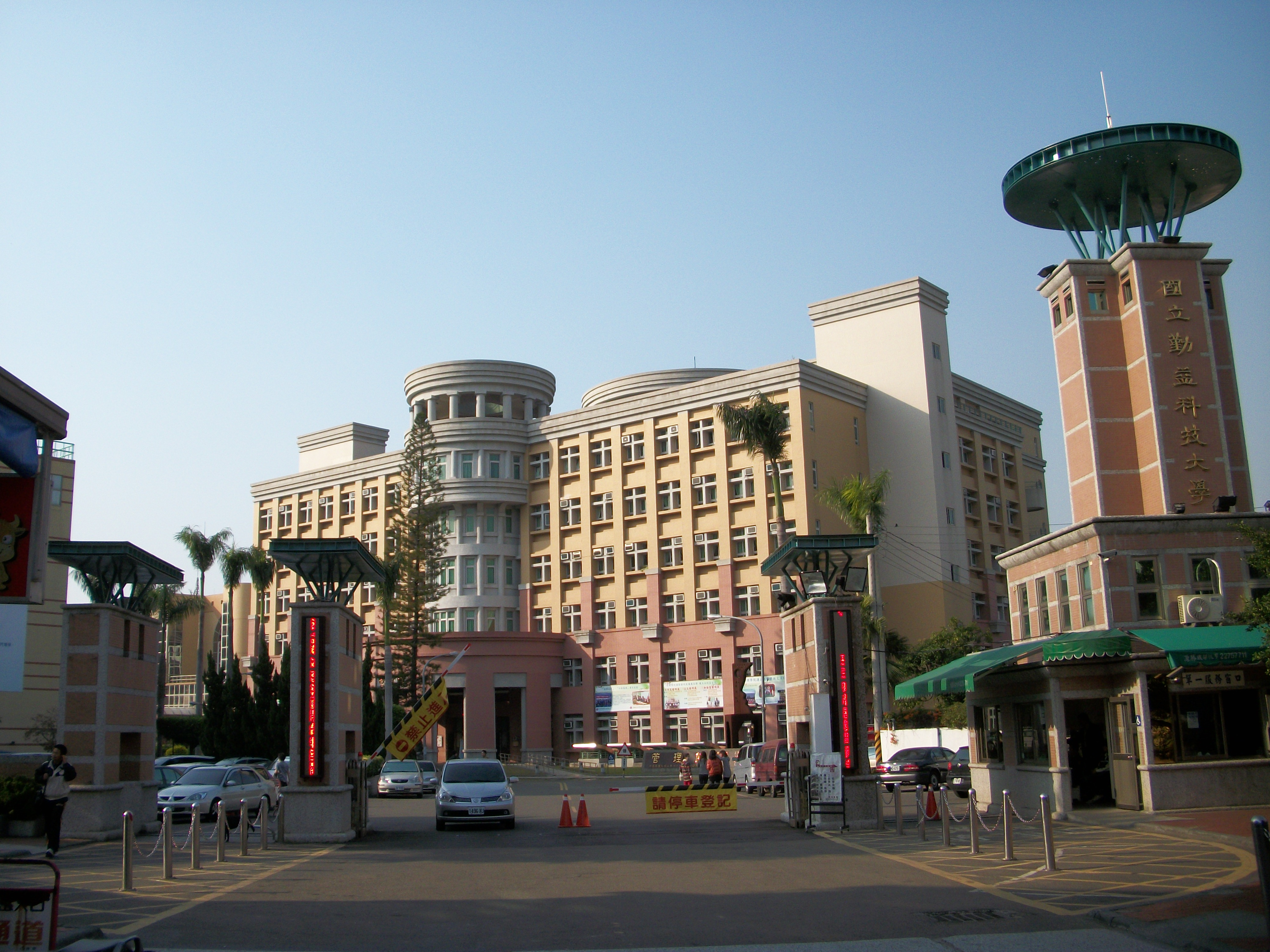
国立勤益科技大学

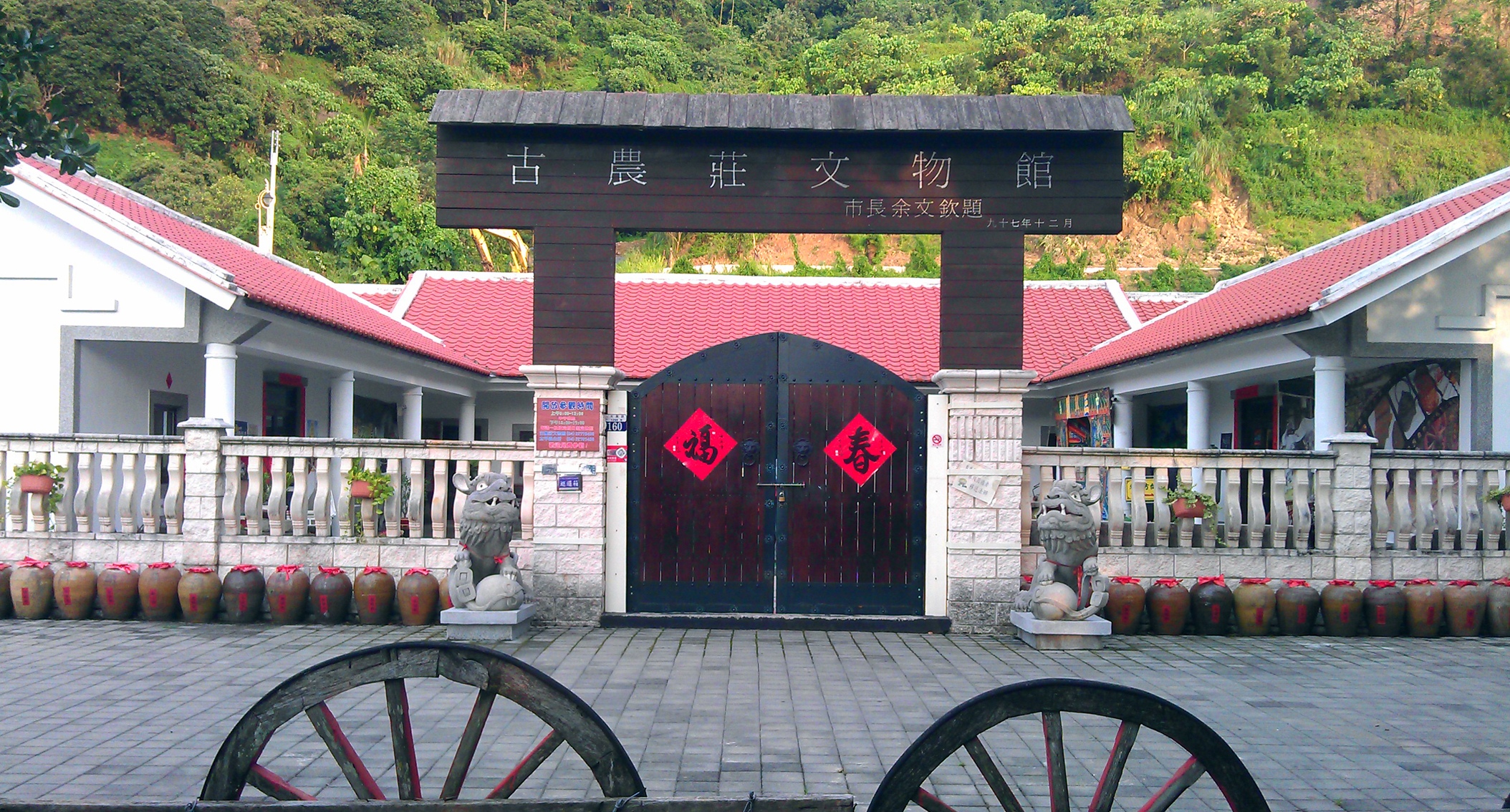
太平古農荘文物館

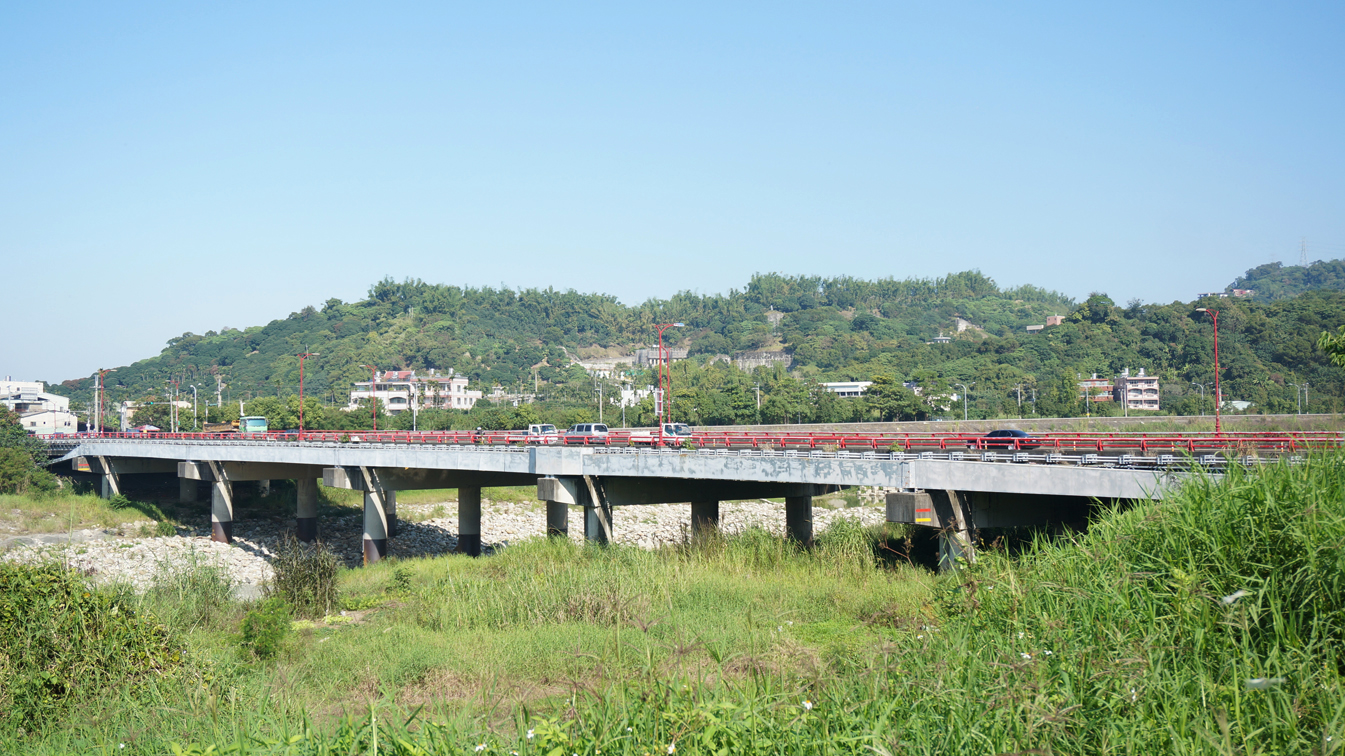
頭汴坑渓に架かる一江橋

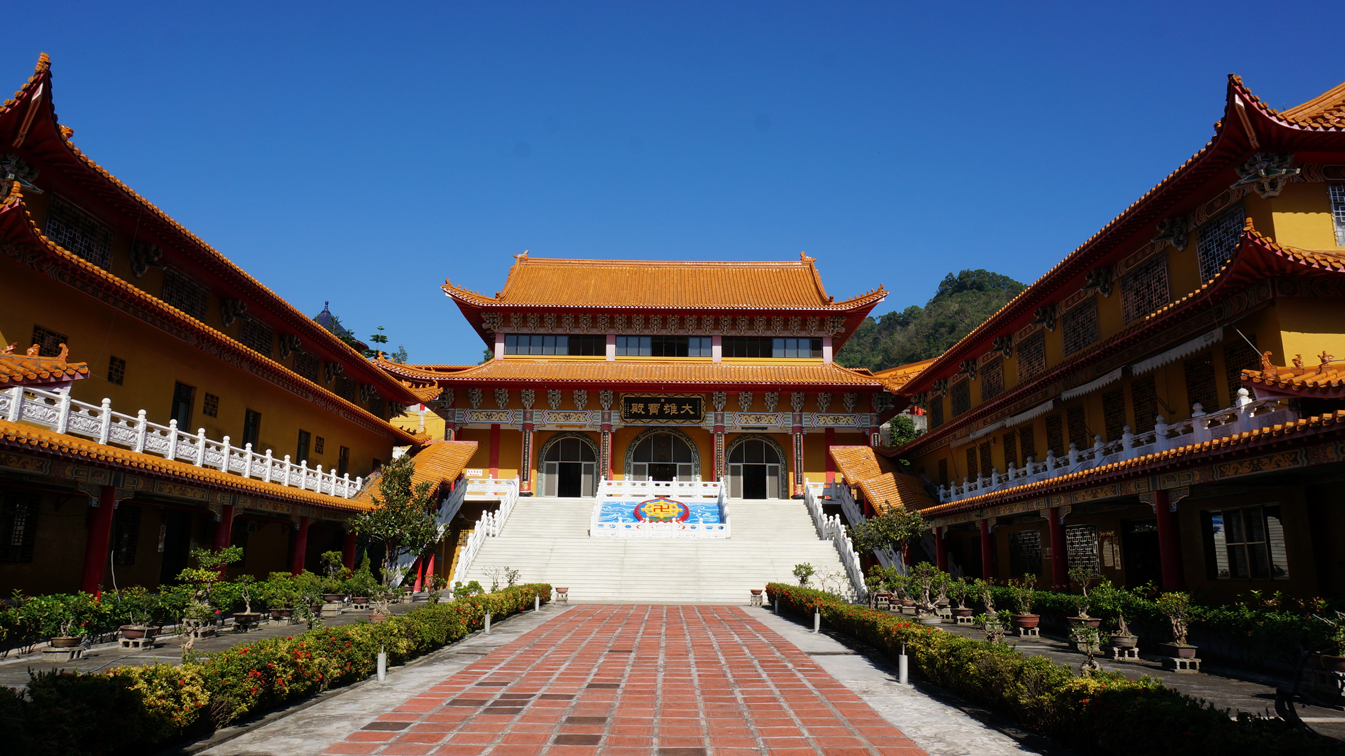
護国清涼寺

太平区（たいへい/おおたいら-く）は、台中市の市轄区。

## 地理

### 行政区画
| 地区   | 里 |
| ------ | --- |
| 北太平 | 新福里、新興里、新光里、新高里、新坪里、新城里、新吉里、宜欣里、宜昌里、宜佳里、中山里、豊年里、光明里、光華里、大興里、坪林里、勤益里 |
| 南太平 | 太平里、永成里、長億里、中平里、中政里、建興里、建国里、成功里、東平里、中興里、永平里、平安里                                         |
| 東太平 | 頭汴里、東汴里、聖和里、東和里、興隆里、光隆里、徳隆里、福隆里、永隆里、黄竹里                                                         |

## 歴史
太平区の旧名は「鳥松頭」、「鳥榕頭」、「鳥銃頭」、「蔗種頭」などが伝わっている。その由来としては数々の説があるが、いずれも明確な証拠が無く諸説紛々の状態が継続している。「太平」の由来は太平林家が曽三汀山に物見櫓を設置し、入植者を保護したことから「太平」と命名された説と、日清戦争後に日本軍が駐留すると各地で日本統治に反対する勢力との衝突が続いたが、この地に至った時は何ら抵抗を受けることが無かったので「太平」となったという説がある。
1895年、太平は現在の台中市中区、東区、南区全域、西区、北区、烏日区の一部と併せて「藍興堡」と称され、1895年以前は「台湾府台湾県藍興堡」と称されていた。
下関条約により日本に割譲されると、1896年に台中縣台中弁務署藍興堡と、続いて1901年に台中庁藍興堡に改称された。1920年の地方行政区の改正で台中州大屯郡と改称されると同時に太を大に改めた和風庄名大平庄（おおたいら-しょう）が誕生し、
1945年の台湾の中華民国への編入により台中県大屯区太平郷、1950年に台中県太平郷と改称された。1996年、市制が施行され「太平市」が誕生した。2010年12月25日の台中県市合併、直轄市昇格に伴い太平区と改称され現在に至っている。

## 政治

### 行政

#### 区長
歴代区長
| 代 | 氏名 | 任期 |
| -- | ---- | ---- |

## 対外関係

### 姉妹都市･提携都市

#### 国外
- リンカーン（アメリカ合衆国 ネブラスカ州）

## 教育

### 科技大学
- 国立勤益科技大学

### 高級中学
- 台中市立長億高級中学
- 私立ワシントン高級中学
- 私立慈明高級中学

### 国民中学
- 台中市立太平国民中学
- 台中市立中平国民中学
- 台中市立新光国民中学

### 国民小学
| - 台中市太平区太平国民小学 - 台中市太平区建平国民小学 - 台中市太平区東平国民小学 - 台中市太平区坪林国民小学 - 台中市太平区中華国民小学 | - 台中市太平区宜欣国民小学 - 台中市太平区新光国民小学 - 台中市太平区光隆国民小学 - 台中市太平区新平国民小学 - 台中市太平区頭汴国民小学 | - 台中市太平区東汴国民小学 - 台中市太平区黄竹国民小学 - 台中市太平区長億国民小学 - 台中市太平区車籠埔国民小学 |

## 交通
| 種別 | 路線名称 | その他 |
| ---- | -------- | ------ |

## 観光

### 観光スポット
- 頭汴坑山
- 暗影山（中国語版）
- 九九峰（中国語版）
- 車籠埔（中国語版）
  - 車籠埔断層（中国語版）
  - 呉鸞旂墓園（中国語版）
- 草嶺
- 竹仔坑
- 坪林森林公園（中国語版）
- 馬卡龍公園（中国語版）
- 頭汴坑渓自転車道（中国語版）
- 長億里（中国語版）（台中小鎮）
- 太平九二一震災紀念公園
- 台中市屯区芸文センター（中国語版）
- 旧頭汴坑警察官吏派出所
- 太平買菸場（中国語版）
- 護国清涼寺